# اکبر میرزا سردارمفخم
شاهزاده اکبر میرزا اردشیر مُلک آرا ملقب به سردار مفخم و بشارت السلطنه نوه اردشیر میرزا پسر شاهزاده محمدقلی میرزا ملک‌آرا بود. در تلگراف‌خانه کار می‌کرد و در دوره‌های چهارم و پنجم مجلس شورای ملی از قزوین به نمایندگی انتخاب شد.
عمارت سردار مفخم قزوین که در اواخر دوره قاجار ساخته شده، خانه شاهزاده اکبر میرزا در این شهر بوده است. این عمارت در سال ۱۳۴۸ به دادگستری واگذار شد و سپس تا سال ۱۳۶۹ محل مدرسه راهنمایی و دبیرستان امیرکبیر قزوین بود. سازمان میراث فرهنگی این عمارت را پس از زلزله سال ۱۳۶۹ مرمت کرد و در سال ۱۳۷۷ به ثبت ملی رساند. این بنا اکنون دفتر نمایندگی وزارت امورخارجه در قزوین است.